# Villa Marescalchi
Villa Marescalchi, situata sui colli bolognesi in prossimità di Casalecchio di Reno, fu costruita dal Conte Vincenzo Marescalchi alla metà del XVIII secolo. La Villa è circondata da un lato, da uno splendido bosco all'inglese ricco di immensi ippocastani, lecci, platani, vecchie querce e, dall'altro, da un giardino e da un porticato che corre lungo i locali adibiti all'attività agricola fino a raggiungere l'entrata principale. Intorno alla villa, oltre il bosco scosceso, vi sono i terreni adibiti a vigneto per la produzione di vini pregiati.
Villa Marescalchi fu gravemente danneggiata da un bombardamento nel 1945. Andarono così perdute le pitture degli interni attribuite al pittore bolognese Cesare Baglioni.
La villa è oggi di proprietà della famiglia Visconti di Modrone per il matrimonio di Matilde Marescalchi (Bologna, 25 ottobre 1881 - Milano, 13 giugno 1973)  con il conte Guido Carlo Visconti di Modrone.